# Torrente 2. – A Marbella-küldetés
A Torrente 2. – A Marbella küldetés (eredeti cím: Torrente 2: Misión en Marbella) a Torrente-sorozat második epizódja, melynek írója, rendezője és főszereplője Santiago Segura. A film külföldön is nagy siker lett, szereplői között pedig számos spanyol híresség felbukkan, cameo-szerepben.[forrás?]

## Cselekmény
Három évvel azután, hogy José Luis Torrente megszerezte az ötvenmillió pesetát Mendozától, a drogkereskedőtől, Marbella városában telepedett meg. Itt aztán elkezdte szórni a pénzt, szerencsejátékba kezdett, majd elherdálta az összes vagyonát, ami miatt ismét koldusbotra jutott. Ekkor elhatározza, hogy korábbi rendőrségi tapasztalatait felhasználva magánnyomozói irodát nyit, noha a bérleti díjat sem tudja megfizetni. Mivel a városban még nem ismerik őt, könnyűszerrel meg tud győzni embereket az igazáról, köztük Cucót, a fiatal drogost, aki eztán a segítője lesz. Az ügyfelek közt van idős öregúr, aki az újsága és a felborogatott szemetesek miatt problémázik, és egy férfi, aki a félrelépő feleségét akarja elkapni.
Torrente tudtán kívül piszkos ügyekbe keveredik. Az ismert terrorista, Spinelli, busás összeget követel azért, hogy ne lője ki rakétáit Marbella városára. Bonyolítja a helyzetet Fabiano, a kettős ügynök, aki látszatra Spinelli embere, de valójában egy másik gengszternek, Mauricio Torrentének dolgozik, és aki ellopja a rakétavezérlő chipet. Fabiano motorbalesetet szenved, miközben szökése után üldözőbe veszik. Cuco talál rá, pénzzel, és a chippel egyetemben, amely történetesen egy Atlético de Madrid-kitűzőben van elrejtve. Ennek az eredetéről azonban egy szót sem szól, hanem odaajándékozza Torrentének. Mikor a rosszfiúk rájönnek, mindent tűvé tesznek, hogy megszerezzék a szerkezetet. Közben Torrente a kocsmában tudomást szerez egy bűntényről, amely egy ellopott nyakékhez kapcsolódik. Hogy magának szerezze meg az ügyet, előbb megy el a házba, mint a kiküldött magánnyomozó. Ott nyomként megtalálja a Riviera klub reklám-gyufásdobozát, gyanítva ezzel, hogy ott lehet az, amit keres. A klubban aztán valósággal beleszeret a helyi énekesnőbe. Kivételesen jó nyomon jár: a nyakéket Mauricio Torrentének, a klub tulajdonosának adta el Lolita, a nyakék gazdájának lánya. Torrente úgy dönt, beszél a lokál tulajával, hátha ő tud valamit. Az egyező vezetéknév miatt beengedik, azonban Mauricio rövid úton kidobatja.
Mauricio rendkívül ideges lesz, amikor megtudja, hogy Fabianótól elvették a kitűzőt, ezért megrajzoltatja Cuco fantomképét, hogy visszaszerezze azt. Közben Torrente megtudja az informátorától, hogy a nyakék gazdája a felső tízezer tagja, és hogy a kezén lévő gyűrű talán nyomra vezetheti őket. Ezért úgy döntenek, hogy ellátogatnak a közeli strandra. Ott Mauricio egyik embere lefotózza őket, s így a gengszterek a nyomukba indulhatnak. Torrente és Cuco beszöknek az este megrendezett fogadásra, ahol azonban menekülniük kell, mert galibát csinálnak, és Torrentének különben is van két jegye az esti El Fary-koncertre, amiről teljesen megfeledkezett. A koncert azonban elmarad, ezért aztán lerészegednek. Mikor azonban valaki El Faryt szidja, kitör a balhé, és onnan is le kell lépniük. Útközben Fabiano felismeri őket, így üldözőbe veszik az autójukat. Bár sikeresen megmenekülnek, a magánnyomozói irodát feldúlva találják, a kutyájukat, Francót pedig holtan. Torrente tévesen azt a következtetést vonja le, hogy egy Cuco által ellopott játékkatona miatt üldözik őket, ezért elhatározza, hogy elmennek arra a helyre, amelyről az este folyamán hallottak. Az azonban egy homoszexuálisok számára fenntartott gőzfürdő, de legalább rájönnek, hogy téves nyomon járnak. Torrentét becsapja az informátora, és abba a szállodába küldi őket, ahol Fabiano várja őket. Tűzharcba keverednek, s csak úgy tudnak elmenekülni, hogy Fabianót halálra gázolja egy autó.
Torrentéék visszamennek a Riviera klubba, az énekesnő és egy whisky miatt, Mauricio azonban lefogatja őket. Torrente elcseréli vele az Atléticós kitűzőjét egy, a spanyol királyt ábrázoló dedikált képre, nem sokkal ezután pedig felsül az énekesnőnél. Mauricio ebben a pillanatban újra lefogatja őket és magával viszi mindkettejüket a limuzinjával. Torrente döbbenten szembesül vele, hogy a gengszter a vér szerinti apja, akit eddig a bácsikájának hitt. A gengszter megpróbálja felhasználni őt, ezért túszként átadja Torrentét és Cucót Spinellinek addig, míg ki nem derül, hogy a chip valódi. Azonban átverték őket, mert a chipért kapott táskában pénz helyett bomba volt. Spinelli közben türelmetlenül várja Marbella városától a pénze megérkezését. Cuco véletlenül leleplezi a gyűrűje alapján a Spinellihez beépült különleges ügynököt, akit lelőnek, míg Mauricio bosszúszomjasan indul Spinelli hajójára. Közben a chipről bebizonyosodik, hogy valódi, és elindítják a visszaszámlálást. Spinelli épp meg akarja öletni Torrentééket, ám megérkezik Mauricio, aki léket robbant a hajóra. Hogy elkerüljék a bajt, Torrente és Cuco az utolsó pillanatban átprogramozzák a rakétát, hogy az Marbella helyett Gibraltárra mutasson. Mauricio és Spinelli a végjátékban felrobbannak a hajóval együtt, Torrentét pedig ünnepélyesen visszafogadják a rendőrség állományába.

## Szereplők
| Színész                 | Szerep                 | Magyar hang     |
| ----------------------- | ---------------------- | --------------- |
| Santiago Segura         | José Luis Torrente     | Csuja Imre      |
| Gabino Diego            | Cuco                   | Schnell Ádám    |
| Tony Leblanc            | Mauricio Torrente      | Barbinek Péter  |
| José Luis Moreno        | Spinelli               | Kristóf Tibor   |
| Juanito Navarro         | Marbella polgármestere | Horkai János    |
| Rosanna Walls           | Robertson              | Ullmann Zsuzsa  |
| Arturo Valls            | Fabiano                | Kautzky Armand  |
| Eloi Yebra              | Gayolo                 | Pálmai Szabolcs |
| Ángela Castilla         | Kowalskiné             | Makay Andrea    |
| Carolina Bona           | Lolita                 | Simonyi Piroska |
| Paloma Cela             | Házinéni               | Bessenyei Emma  |
| Inés Sastre             | Szép énekesnő          |                 |
| José Luis López Vázquez | Guijarro               | Csuha Lajos     |
| José Maria Rubió        | Barragán               | Kapácsy Miklós  |
| Damián Ramos            | Toledo                 | Simonyi Balázs  |
| Pepe Navarro            | Callahan kapitány      | Beratin Gábor   |

### Érdekességek
- A filmben szerepel Carlos Moyà teniszező mint teniszoktató, akinek Torrente beszól, hogy fonákkal üssön (holott a jelenetben éppen úgy üt). A film utolsó jelenetében pedig néhány szereplő tiszteletét teszi az első részből.
- Cuco az ötödik epizódban visszatér (egy másik színész alakításában), annak ellenére, hogy a harmadik részben utalnak rá, hogy drogtúladagolásban meghalt.